# Crotalaria perrieri
Crotalaria perrieri är en ärtväxtart som beskrevs av René Viguier. Crotalaria perrieri ingår i släktet sunnhampor, och familjen ärtväxter. Inga underarter finns listade i Catalogue of Life.